# Selma Ancira
Selma Ancira Berny (n. 12 iunie 1956) este o slavistă, critic literar și traducătoare literară mexicană.

## Biografie
Este fiica actorului mexican Carlos Ancira și al Thelmei Berny, autoare a cărții Cuentos al atardecer. A studiat filologia rusă la Universitatea de Stat din Moscova, după care a urmat studii de greacă modernă și literatură greacă la Universitatea din Atena. Este fotografă amatoare. În 2014 a adaptat pentru teatru scrierea Mi madre y la música a Marinei Țvetaeva și a reprezentat-o, acompaniată de pianista Silvia Navarrete și de regizorul Boris Rotenstein, în diferite orașe din Mexic și în Ciudade de Guatemala. Este membră a Sistemului Național de Creatori de Artă. Locuiește la Barcelona din anul 1988 și are, de asemenea, cetățenia spaniolă.

## Opera
Specializată în literatura rusă a secolului al XIX-lea și în literatura greacă modernă, ea a tradus în limba spaniolă aproape întreaga operă în proză a Marinei Țvetaeva, opere individuale ale lui Aleksandr Pușkin, Nikolai Gogol, Feodor Dostoievski, Ivan Goncearov, Ivan Bunin, Mihail Bulgakov, Boris Pasternak, Serghei Eisenstein, Nina Berberova, Osip Mandelștam, Bulat Okudjava și Izrail Metter și Jurnalele lui Lev Tolstoi în două volume (ERA, 2 vol. Mexic, 2001 și 2003; Acantilado, Spania, 2 vol. 2002 și 2003) și o selecție mare din Corespondența sa (ERA, Mexic, 2005 și 2007; Acantilado, Spania, 2008). În ceea ce-i privește pe autorii greci ai secolului al XX-lea, a tradus eseurile lui Giorgos Seferis, poeziile lui Yannis Ritsos, piesele de teatru ale lui Iakovos Kambanelis și romanul Loxandra de Maria Iordanidu.

## Traduceri

### Proză în limba rusă
- Antologia: Paisaje caprichoso de la literatura rusa, selecție, traducere și note de Selma Ancira, prólogo de Juan Villoro, Fondo de Cultura Económica, México, 2012 (reeditare în colecția "Los Universitarios", México, 2015)
- Colecția: Así era Lev Tolstói (1), editare și traducere de Selma Ancira, Acantilado, Barcelona, 2017
- Nina Berberova. Roquenval, Circe, Barcelona, 1992
- Nina Berberova. Crónicas de Billancourt, Circe, Barcelona, 1994
- Nina Berberova. La orilla eterna, Circe, Barcelona, 1995
- Nina Berberova. La soberana, Circe, Barcelona, 1996
- Nina Berberova. Las damas de San Petersburgo, Circe, Barcelona, 1996
- Nina Berberova. El libro de la felicidad, Circe, Barcelona, 1997
- Nina Berberova. Zoia Andréievna, Plaza y Janés, Barcelona, 1998
- Mihail Bulgakov. Morfina, Anagrama, colecția Panorama de narrativas, Barcelona, 1991 (reeditare în colecția Compactos Anagrama, Barcelona, 2002)
- Mihail Bulgakov. Notas en los puños, Editorial del Fondo Nacional para la Cultura y las Artes, colecția Torre abolida, México, 2001. Alfabia, Barcelona, 2009
- Ivan Bunin. El amor de Mitia y Vida de Arséniev, Círculo de Lectores, Biblioteca de Plata de los Clásicos Rusos, Barcelona, 1992
- Anton Cehov. La colección, Nostra Ediciones, México, 2009
- Feodor Dostoievski. Cartas a Misha (1838-1864), Grijalbo-Mondadori, colecția El espejo de tinta, Barcelona, 1995
- Serghei Eisenstein. Yo. Memorias inmorales I. Siglo XXI Editores, colecția El hombre y sus obras, México, 1988
- Serghei Eisenstein. Yo. Memorias inmorales II, Siglo XXI Editores, colecția El hombre y sus obras, México, 1993
- Nikolai Gógol. Roma, Minúscula, colecția Paisajes narrados, Barcelona, 2001. Editorial Almadía, en coedición con Conaculta, colecția Cartografías, México, 2014.
- Ivan Goncearov. El mal del ímpetu, Ediciones sin Nombre, México, 2007. Minúscula, "Paisajes narrados", Barcelona, 2010
- Osip Mandelștam. Coloquio sobre Dante, Acantilado, Barcelona, 2004
- Izrail Metter. La quinta esquina, Lumen, colecția Palabra en el tiempo, Barcelona, 1995. Libros del asteroide, Barcelona, 2014
- Bulat Okudjava. El viaje de los diletantes, Círculo de Lectores, Barcelona, 1991
- Mihail Osorghin, Alexei Remizov, Marina Țvetaeva. La librería de los escritores, Ediciones de La Central y Sexto Piso, Barcelona y México, 2007
- Viktor Pelevin. La vida de los insectos, Destino, colecția Áncora y Delfín, Barcelona, 2001
- Aleksandr Pușkin. El viaje a Arzrum, Minúscula, colecția Paisajes narrados, Barcelona, 2003
- Romain Rolland. Vida de Tolstói, Acantilado, Barcelona, 2010 (traducere de Selma Ancira și David Stacey)
- Nikolai Strahov / Eugène Melchior de Vogüé. Dos viajes al Monte Athos,  Acantilado, Barcelona, 2007 (traducere de Selma Ancira și David Stacey).
- Viktoria Tokareva: El zigzag del amor. Barcelona, Circe, 1992
- Viktoria Tokareva. Equilibrio. Barcelona, Circe, 1993
- Lev Tolstoi. ¿Cuánta tierra necesita un hombre (în: Harold Bloom. Relatos y poemas para niños extremadamente inteligentes de todas las edades, Anagrama, Barcelona, 2003)
- Lev Tolstoi. Diarios (1847-1894), Era, colecția Biblioteca ERA, México, 2001. Acantilado, Barcelona, 2002
- Lev Tolstoi. Diarios (1895-1910), Era, colecția Biblioteca ERA, México, 2003. Acantilado, Barcelona, 2003
- Lev Tolstoi. Cartas (1842-1879), Era, colecția Biblioteca ERA, México, 2005
- Lev Tolstoi. Cartas (1880-1910), Era, colecția Biblioteca ERA, México, 2007
- Lev Tolstoi. Correspondencia (1842-1910), Acantilado, Barcelona, 2008
- Lev Tolstoi. La tormenta de nieve, Acantilado, Barcelona, 2010
- Lev Tolstoi. La felicidad conyugal, Acantilado, Barcelona, 2012
- Lev Tolstoi. Después del baile, Acantilado, Barcelona, 2016
- Lev Tolstoi. La mañana de un terrateniente, Conaculta, México, 2016
- Marina Țvetaeva, Boris Pasternak, Rainer Maria Rilke. Cartas del verano de 1926, Siglo XXI Editores, México, 1984 (Grijalbo, colecția El espejo de tinta, Barcelona, 1993). Nouă traducere: Minúscula, colecția "Con vuelta de hoja", Barcelona, 2012
- Marina Tsvietáieva. El poeta y el tiempo, Anagrama, colección Argumentos, Barcelona, 1990
- Marina Tsvietáieva. El diablo, Anagrama, colección Panorama de narrativas, Barcelona, 1991
- Marina Tsvietáieva. Indicios terrestres, Versal, colección Meridianos, Madrid, 1992
- Marina Tsvietáieva. Mi Pushkin, Destino, colección Áncora y Delfín, Barcelona, 1995. Ediciones sin Nombre, México, 2008.  Acantilado, Barcelona, 2009
- Marina Tsvietáieva. Una dedicatoria, Editorial de la Universidad Iberoamericana, colección Poesía y poética, México, 1998
- Marina Tsvietáieva. La historia de Sóniechka, Editorial del Fondo Nacional para la Cultura y las Artes, colección Torre abolida, México, 1999
- Marina Tsvietáieva. Un espíritu prisionero, Galaxia Gutenberg, colección La tragedia de la cultura, Barcelona, 1999
- Marina Tsvietáieva. Natalia Goncharova, Era, colección Biblioteca ERA, México, 2000. Minúscula, colección Con vuelta de hoja, Barcelona, 2006
- Marina Tsvietáieva. Viva voz de vida, Minúscula, colección Con vuelta de hoja, Barcelona, 2008
- Marina Tsvietáieva. Confesiones. Vivir en el fuego, cu o prezentare a lui Țvetan Todorov; Galaxia Gutenberg, Barcelona, 2009
- Marina Tsvietáieva. Mi madre y la música, Ediciones sin nombre, México 2011. Acantilado, Barcelona, 2012
- Marina Tsvietáieva. Diarios de la revolución de 1917, Acantilado, Barcelona, 2014
- Alexei Varlamov. El nacimiento,  Acantilado, 2009

### Proză în limba greacă
- María Iordanidu. Loxandra, Lumen, colección Femenino Singular. Barcelona, 2000. Universidad Veracruzana, Ediție fără titlu, México, 2005
- Nikos Kazantzakis: Zorba el griego (Vida y andanzas de Alexis Zorba), Acantilado, Barcelona, 2015
- Menis Koumandareas. El pálido (în: Cuentos europeos,  Anagrama, Barcelona, 1994)
- Giorgos Seferis. El estilo griego I.  K. P. Kaváfis / T. S. Eliot, Fondo de Cultura Económica, colección Lengua y estudios literarios, México, 1988
- Giorgos Seferis. El estilo griego II. El sentimiento de eternidad, Fondo de Cultura Económica, colección Lengua y estudios literarios, México, 1992
- Giorgos Seferis. El estilo griego III. Todo está lleno de dioses, Fondo de Cultura Económica, colección Lengua y estudios literarios, México, 1999

### Articole ale unor autori ruși
- Svetlana Alexiévich. Encuestas sobre el amor en Rusia, Autodafé, Nº1, revista del Parlamento Internacional de Escritores) Anagrama, Barcelona, 2000
- Svetlana Alexiévich. Chernóbil: “Ir adonde no hay que ir”, Autodafé, Nº2), Anagrama, Barcelona, 2001
- Svetlana Alexiévich. Las dos voces de un mismo hombre, Autodafe, Nº3, Anagrama, Barcelona, 2004
- Alexandr Blok. El alma del escritor, La Gaceta del FCE, México, martie 1986
- Fiódor Dostoievski. Dos cartas a Anna Grigórievna, revista Estudios, Nº8, ITAM, México, 1987 (reproduse în revista Proceso, 18 septembrie 1995)
- Fiódor Dostoievski. Carta al hermano, La Gaceta del FCE, México, iunie 1987
- Nikolái Gumiliov. La vida del verso, Estudios, Nº10, México, 1987 (reprodus în revista Poesía y Poética, Nº14, Universidad Iberoamericana, México, 1993)
- Nikolái Gumiliov. El lector, Estudios, Nº10, México, 1987 (reprodus în Poesía y Poética, Nº14, 1993)
- Yuri Kariakin. Una humanidad mortal, Estudios, Nº12, México, 1988
- Osip Mandelștam. Apuntes sobre la poesía, revista El poeta y su trabajo, Nº1, México, toamna anului 2000
- Borís Pasternak. Algunas posiciones, Estudios, Nº5, México, 1986
- Borís Pasternak. Chopin, revista Pauta, Nº20, México, 1986
- Víktor Pelevin. Rusia: el mito del comandante de campaña (în Autodafe 2), Anagrama, Barcelona, 2001
- Víctor Pelevin. Intel inside (în Autodafe 3) Anagrama, Barcelona, 2004
- Aleksandr Pușkin. Sobre la poesía clásica y la poesía romántica, Estudios, Nº8, México, 1987
- Varlaam Shalámov. Las noches atenienses (în Autodafe 2), Anagrama, Barcelona, 2001
- Marina Tsvietáieva. Un poeta a propósito de la crítica, Estudios, Nº6, México, 1986
- Marina Tsvietáieva. Poetas con historia y poetas sin historia, Poesía y Poética, Nº13, México, 1993
- Marina Tsvietáieva. Una carta, La Jornada semanal, México, 8 martie 1998

### Articole ale unor autori greci
- Giorgos Seferis. Delfos, La Gaceta del FCE, México, noiembrie 1987
- Giorgos Seferis. Y todo se volvió abismo, La Gaceta del FCE, México, decembrie 1987
- Giorgos Seferis. Carta a un amigo extranjero, La Gaceta del FCE, México, septembrie 1988
- Giorgos Seferis. Páginas de un diario (1925), revista Biblioteca de México, Nº33 y 34, 1996
- Giorgos Seferis. Días de Ankara, La Gaceta del FCE, México, mai 1998
- Giorgos Seferis. Todo está lleno de dioses, La Gaceta del FCE, México, mai 1998
- Giorgos Seferis. Kavafis y Eliot, La Gaceta del FCE, México, decembrie 1998

### Poezii în limba rusă
- Boris Pasternak. Poemas de Yuri Zhivago, Círculo de Lectores, Biblioteca de Plata de los Clásicos Rusos, Barcelona, 1993 (traducere de Selma Ancira și Francisco Segovia)
- Aleksandr Pușkin. El prisionero del Cáucaso, Fondo de Cultura Económica, colección Cuadernos de la Gaceta, México, 1988 (traducere de Selma Ancira și Gerardo Torres). Acantilado, Barcelona, 2014
- Aleksandr Pușkin. El convidado de piedra, Universidad de Sevilla,  1992 (traducere de Selma Ancira și Francisco Segovia)
- Marina Țvetaeva. El sol de la tarde, Colegio universitario de humanidades, Querétaro, 2008 (traducere de Selma Ancira și Francisco Segovia)

### Poezii ale unor autori greci și ciprioți greci
- Niki Marangou. Estampas de Chipre, Universidad Veracruzana, México, 2015
- Yannis Ritsos. Sueño de un mediodía de verano, Fondo de Cultura Económica, colección Cuadernos de la Gaceta, México, 1986. Colección Centzontle, México, 2005
- Yannis Ritsos. Sonata del claro de luna, Poesía y Poética Nº22, 1996
- Yannis Ritsos. Estrella de la mañana, La Jornada semanal, 8 iunie 1997
- Yannis Ritsos. Fedra,  Tramoya, Nº88, 2006; Acantilado, Barcelona, 2007
- Yannis Ritsos. Sonata del claro de luna, Ediciones sin Nombre, Universidad Veracruzana, México, 2006. Acantilado, Barcelona, 2008
- Yannis Ritsos. Áyax, Acantilado, Barcelona, 2008
- Yannis Ritsos. La casa muerta, Acantilado, Barcelona, 2009
- Yannis Ritsos. Crisótemis, Acantilado, Barcelona, 2011
- Yannis Ritsos:  Ismene, Acantilado, Barcelona, 2012
- Yannis Ritsos:  Orestes, Acantilado, Barcelona, 2015
- Yorgos Seferis. Novela (Mythistórima), Ediciones sin Nombre, México, 2008 (traducere de Selma Ancira și Francisco Segovia)
- Yorgos Seferis:  Mythistórima. Poesía completa, Galaxia Gutenberg, Barcelona, 2012 (traducere de Selma Ancira și Francisco Segovia)
- Yorgos Seferis:  Chipre, Conaculta, México 2012 (editare, traducere și note de Selma Ancira și Francisco Segovia)

### Piese de teatru în limba rusă
- Antologia 7 de Rusia a la URSS, Universidad Veracruzana, colecția Ficción, México, 2006
- Cinghiz Aitmatov. Ascensión al Fuji-yama (inedită)
- Alexei Arbuzov. Una comedia a la antigua (bitácora del montaje, Consejo Nacional para la Cultura y las Artes, México, 2003; premieră: Centro Nacional de las Artes, México, septembrie 1997)
- Mihail Bulgakov. El departamento de Zoia, Fondo de Cultura Económica, colección Cuadernos de la Gaceta, México, 1987 (premieră: Teatro Salvador Novo, México, 2002)
- Mihail Bulgakov. La isla púrpura (în: Corazón de perro, Galaxia Gutenberg, colecția La tragedia de la cultura, Barcelona, 1999)
- Feodor Dostoievski. Pobres gentes (premieră: Polyforum cultural Siqueiros, México, 1982)
- Feodor Dostoievski. Crimen y castigo (adaptare teatrală de Edvard Radzinski; premieră: Teatro Jiménez Rueda, México, 1982)
- V. Petrov. Winnie Puh y sus amigos (adaptare teatrală a operei lui A. Milne; premieră: Polyforum cultural Siqueiros, México, 1984)
- Alexandr Ostrovski. La tormenta, Tramoya, Nº 44, 1995
- Liudmila Petrușevskaia, En casa ajena, Tramoya, Nº 31, 1992 (premieră: Escuela Municipal de Teatro de Zaragoza, 1991)
- Aleksandr Pușkin. El convidado de piedra, Tramoya, Nº 76, 2003
- Nina Slepakova / Rudyard Kipling. La gata que paseaba sola], Tramoya, Nº5-7, 1986 (adaptare teatrală realizată de autorul britanic; premieră: Teatro del Bosque, México, 1985)
- Alexandr Volodin. Lagartija,  Tramoya, Nº3, 1985 (premieră: Teatro Orientación, México, 1981)

### Piese de teatru în limba greacă
- Loula Anagnostaki. El pueblo, Tramoya, Nº 10, 1987 (premiera: Hermosillo în 1985; alte reprezentații: Foro Shakespeare, México, D. F., 1987; Mérida, Yucatán, 1989)
- Yákovos Kampanelis. Stella con guantes rojos, Tramoya, Nº 55, 1998
- Yákovos Kampanelis. El camino pasa por dentro, Tramoya, Nº 63, 2000
- Yákovos Kampanelis. Stella con guantes rojos y otras piezas. Teatro escogido, Editorial de la Universidad Veracruzana, colección “Ficción”, México, 2000
- Yákovos Kampanelis. La cena, Tramoya, Nº 82, 2004
- Yákovos Kampanelis. Carta a Orestes, Tramoya, Nº 84, 2005
- Elena Penga. Mujer y lobo, Tramoya, Nº 125, 2015

### Piese de teatru în limba catalană
- Maria Lluisa Algarra. Judith, Tramoya, Nº 45, 1995
- Narcís Comadira. La vida perdurable, Tramoya, Nº 47, 1996 (premiera: Foro Nueva Dramaturgia, México, 1997)

## Premii și recunoașteri
- Omagiu la Muzeul Marina Țvetaeva de Moscova pentru traducerile sale și pentru activitatea pe care a depus-o în difuzarea operei acestei poete în lumea hispanică (octombrie 2006)
- Medalia pentru merit literar 2008 (acordată de instituțiile culturale din Queretaro, în cadrul Festivalului Internațional al Culturii Ruse)
- Medalia Pușkin 2008 (înmânată pe 22 octombrie de președintele rus Dmitri Medvedev
- Premiul pentru traducere Ángel Crespo 2009, pentru Viva voz de vida de Marina Țvetaeva (Minúscula, Barcelona, 2008)
- Premiul literar Marina Țvetaeva 2010, pentru traducerea operei poetei (Ielabuga)
- Premiul Maximilián Voloșin 2010 pentru Viva voz de vida
- Premiul național pentru traducere 2011 (Spania)[3]
- Premiul pentru traducere literară Tomas Segovia 2012 (Mexic)[4]
- Premiul pentru traducere literară Read Russia 2016 (Rusia)

## Fotografie

### Expoziții
- Mi Rusia, Galería Libertad, Querétaro, México, octombrie 2008
- Les labyrinthes du destin, Espace Daniel Sorano, París, februarie 2009
- Els laberints del destí, Galería Arthostal, Barcelona, mai 2010
- Naxos: agua y piedra, Iria Beach Art Hotel, Naxos, Grecia, iulie 2011
- En las playas de Proteo, Instituto Cervantes de Atenas, mai-septembrie 2015
- En las playas de Proteo, Quinta Dominica, Santo Domingo, República Dominicana, noiembrie-decembrie 2015
- En las playas de Proteo, Instituto Cervantes - Universidad de Chipre, Nicosia, aprilie 2016
- El mar es sueño, Instituto Cervantes, Moscú, mai-septembrie 2016
- El mar es sueño, Sala de Arte Contemporáneo, Elábuga, octombrie 2016

### Cărți
- Niki Marangou (text), Selma Ancira (fotografii): The Sea (Θάλασσα). Rimal Publications, Nicosia, Chipre, 2013 (ediție bilingvă în greacă și engleză)